# ジェラール・ランヴァン
ジェラール・ランヴァン（Gérard Lanvin、1950年6月21日 - ）は、フランス・オー＝ド＝セーヌ県ブローニュ＝ビヤンクール出身の俳優。
セザール賞は『お気に入りの息子』（1994年）で主演男優賞を、『ムッシュ・カステラの恋』（2000年）で助演男優賞を受賞している。

## 略歴
ブルジョワの家庭に育つが、親元を離れ、17歳で学校を中退する。
役者を目指すが道は容易ではなく、市場のバイトなど様々な仕事などをする。68年3月のある日、俳優マルタン・ラモットと出逢い、彼からコリューシュを紹介される。五月革命目前の混沌とした最中だったが、更に前進的なカフェ・テアトルを始めたばかりのアンリ・ギユベ、パトリック・ドヴェール、ミウ＝ミウと出逢って、彼らの上演に携わる。演技を学ぶため、67年に開校したばかりのフランソワ・フロランによる演劇学校 Cours Florentに入学して優秀だったため、ヴィルールバンヌ国立民衆劇場の研修も受けるが、校風が合わず、早々去る。
1970年より、ラモットのカフェ・テアトルで裏方を始めるが、ルイ・ド・フュネスとコリューシュが主演したコメディ『手羽先とモモ』(1976年／2013年TV5MONDEで放映)にサーカス団員として登場(クレジットなし)。続いてコリューシュ唯一の監督作『Vous n'aurez pas l'Alsace et la Lorraine』(1977年)に白馬の騎士役を映画デビュー。その間、コリューシュ作・演出・主演で再演された《Ginette Lacaze 1960》にも出演した。
1981年の『Une étrange affaire』でジャン・ギャバン賞を受賞したことで名前を知られるようになる。
元女優で歌手のジェニファーと1984年に結婚、2子をもうける。

## 主な出演作品
- Est-ce bien raisonnable ? (1981) 
  - 日本では劇場未公開。VHS発売題『ミュウミュウの スラップスティックはお好き?』。
- Une étrange affaire (1981)
  - 日本では劇場未公開。セザール賞助演男優賞にノミネート。
- Tir groupé (1982)
  - 日本では劇場未公開。セザール賞主演男優賞にノミネート。
- Le Prix du danger (1983)
  - 日本では劇場未公開。VHS発売題「バトルランナー2030」。
- スペシャリスト Les Spécialistes (1985)
- Il y a des jours... et des lunes (1990)
  - 日本では劇場未公開。TV放映題「夏の月夜は御用心」。
- メランコリー Les Marmottes (1993)
- Le fils préféré (1994)
  - 日本では劇場未公開。フランス映画祭上映題「お気に入りの息子」
  - セザール賞主演男優賞を受賞。
- 私の男 Mon homme (1996)
- アンナ・オズ Anna Oz (1996)
- En plein cœur (1998)
  - 日本では劇場未公開。DVDスルー題「天使の肉体」
- La Femme du Cosmonaute (1998)
  - TV5MONDE放映題「宇宙飛行士の妻」
- ムッシュ・カステラの恋 Le Goût des autres (2000)
- Les Morsures de l'aube (2001)
  - 日本では劇場未公開。DVDスルー題「アーシア・アルジェント/禁断の罠」
- ル・ブレ Le Boulet (2002)
- 3 zéros (2002)
  - 第10回フランス映画祭横浜2002上映題「トロワ・ゼロ～サッカー狂時代 」。
- San-Antonio (2004)
  - 日本では劇場未公開。DVDスルー題「HAKUGEKI 迫撃」
- 輝ける女たち Le Héros de la famille (2006)
- ジャック・メスリーヌ フランスで社会の敵（パブリック・エネミー）No.1と呼ばれた男 Part2 ルージュ編 L'Ennemi Public N°1 (2008)
- Secret défense (2008)
  - フランス映画祭2009上映題「シークレット・ディフェンス」。
  - DVD発売題「WEAPONS ウェポンズ」
- Le fils à Jo (2010)
  - TV5MONDE放映題「ジョーの息子」
- この愛のために撃て À bout portant  (2010)
- そして友よ、静かに死ね Les Lyonnais (2011)
- コルト45 孤高の天才スナイパー Colt 45 (2014)
- ブルゴーニュで会いましょう Premiers Crus (2015)
- エージェント物語 Dix pour cent (2018) ※シーズン3の2エピソードに本人役でゲスト出演